# Do It Again (The Beach Boys)
"Do It Again" is een nummer van de Amerikaanse popband The Beach Boys uit 1968. 
Het nummer grijpt terug op het eerdere surfmuziek-imago van de band. De tekst is geschreven door Mike Love, nadat hij een dag had gesurft samen met een oude vriend. Mike liet de tekst vervolgens aan zijn neef Brian Wilson zien, die op zijn beurt de muziek bij de nostalgische tekst schreef. 
De single werd op 19 juli 1968 in het Verenigd Koninkrijk uitgebracht en bereikte een maand later de eerste plek in de UK Singles Chart. "Do It Again" is daarmee de tweede nummer 1-hit van de band in het Verenigd Koninkrijk na "Good Vibrations" twee jaar eerder.
In de Amerikaanse Billboard Hot 100 bereikte de single de twintigste plek. De top 10 werd gehaald in onder meer Australië, Canada, Ierland, Japan, Nederland, Noorwegen, Oostenrijk, West-Duitsland en Zwitserland.
Het nummer is door meerdere artiesten, waaronder Papa Doo Run Run (1983) en Wall of Voodoo (1987) gecoverd. Zowel Brian Wilson als Mike Love hebben ook een soloversie van het nummer opgenomen.  Neil Sedaka leende de hoofdriff van "Do It Again" voor zijn eigen nummer "Love Will Keep Us Together" wat een hit werd voor Captain & Tennille. "On and On and On" van ABBA (1980) werd ook beïnvloed door "Do It Again". Als reactie op dit nummer nam Mike Love een coverversie op van het ABBA-nummer voor zijn album Looking Back with Love uit 1981. De openingsdrumlijn van "Do It Again" werd gesampled door het Franse duo Air voor het nummer "Remember" (van het album Moon Safari uit 1997).

## NPO Radio 2 Top 2000
| Nummer met noteringen in de NPO Radio 2 Top 2000 | '99  | '00 | '01  | '02  |
| ------------------------------------------------ | ---- | --- | ---- | ---- |
| Do It Again                                      | 1468 | -   | 1584 | 1808 |

1. ↑  Een '-' betekent dat het nummer niet was genoteerd en een vetgedrukt getal geeft de hoogste notering aan.
2. ↑  Deze tabel is bijgewerkt tot en met de laatste editie (2024).